# La classe de grec
La classe de grec (coreà: 희랍어 시간, romanitzat Huilabeo Sigan) és una novel·la de l'autora sud-coreana Han Kang, publicada originalment el 2011 a Corea del Sud. Va ser traduïda al català directament del coreà el 2023 per Hèctor Bofill i Hye Young Yu per a Edicions de la Magrana.

## Sinopsi
En una classe de grec clàssic a Seül, es creuen dos personatges que estableixen una relació ben peculiar. D'una banda, hi ha el professor, acabat de tornar d'Alemanya —on va emigrar de petit—, abocat a la ceguesa i a punt de jubilar-se a desgrat seu. D'altra banda, hi ha una alumna a qui tot just se li ha mort la mare i li han pres la custòdia de la filla, i a classe no diu mot, cosa que crida l'atenció del professor. Irònicament, s'ha inscrit al curs de grec per a recuperar la parla amb una llengua morta.

## Difusió

### Abast nacional
La novel·la va ser publicada originalment el 2011 a Corea del Sud a través de l'editorial Munhakdongne.

### Abast internacional
Ha estat traduïda a diversos idiomes, almenys catorze: el català, l'anglès, l'alemany, l'hongarès, el francès, el castellà, l'italià, el portuguès, el danès, el noruec, el grec modern, el japonès, el xinès i l'àrab. Concretament, va ser traduïda al català el 2023 directament del coreà per Hèctor Bofill i Hye Young Yu, que ja havien treballat textos de Kang anteriorment, per encàrrec d'Edicions de la Magrana. Així doncs, el mateix any, amb motiu de la publicació de l'edició catalana de la novel·la, Han Kang va viatjar fins a Barcelona per a presentar-la en qualitat d'autora a la Setmana del Llibre en Català. Va voler donar especial importància a la dita edició amb la següent declaració: «Tots els idiomes minoritaris són importantíssims. Mantenir el català és molt important, i per això estic molt contenta que la novel·la s'hagi traduït a aquesta llengua. No vull que el català acabi desapareixent com el grec clàssic de la novel·la, vull que visqui eternament».

## Recepció

### Crítica literària
En la premsa sud-coreana, Kang Min-kyung d'Art Insight (아트인사이트) va remarcar que trobava que l'escriptora s'havia servit d'un final lògic per a l'obra i que havia sabut d'utilitzar metàfores contundents. En canvi, Kim Jae-bong de The News (방송) va constatar que era un text «amb descripcions detallades que semblaven excessives» i que «per als lectors coreans, pot semblar una obra amb expressions poc conegudes o senzillament desconegudes». El mitjà Seoul Shinmun (서울신문) va escriure'n: «En lloc d'aprofundir en la causa del dolor dels personatges, la novel·la de Han Kang es deixa travessar per aquest dolor amb tot el cos. La narració no atén a les causalitats de la trama i el flux racional del temps, sinó que merament flueix per a contemplar la forma que pren el dolor». Per la seva banda, Jeong Sook-hee del Korea Times va agrupar-la amb Blanc, de la mateixa autora, i va elogiar-ne l'estil «tan bonic i reflexiu […] que vaig haver de llegir-lo una vegada i una altra», així com la narració «suau però potent i surrealista».
A escala internacional, l'escriptora estatunidenca Idra Novey va lloar-ne al The New York Times la construcció dels personatges i els temes tractats per l'obra, però també va afirmar que la veu de Kang semblava «menys segura» que en la seva producció anterior. Per contra, la britànica Alice O'Keefe de The Times va ser més crítica amb la novel·la en afirmar que, si bé la prosa de Kang podia semblar «preciosa i sorprenent», el to de l'obra era massa fosc. Fora del circuit anglòfon, Paulo Serra del mitjà portuguès regional Postal do Algarve va rumiar-ne el següent: «Cap al final del llibre, la prosa comença a deixar-se anar i acaba assemblant-se a un poema llarg. També és en aquesta part quan ens adonem que, al capdavall, la gran temàtica d'aquest llibre és la companyonia, una cosa que resta fora de l'abast del lèxic humà...». Alice Ledronio de la revista literària italiana Maremosso va compartir que la premissa li recordava a la pel·lícula El piano (1933) de Jane Campion i va concloure que «Han Kang domina el do de la paraula […] i construeix un text que es fa més subtil a cada pàgina». Per acabar, Sergio C. Fanjul d'El País va qualificar l'obra d'una «història introspectiva narrada de manera fragmentària i poètica, en què s'intercalen les veus dels protagonistes» i va notar que, com en altres obres de l'autora, s'hi tracten temes com ara la vulnerabilitat humana, la incomunicació i l'aïllament social.
Pel que fa a la crítica dels Països Catalans, el periodista Jordi Nopca de l'Ara va destacar que amb La classe de grec «Kang va recuperar la faceta de narradora breu i de poeta, amb les quals s'havia donat a conèixer als anys 90». Per altra banda, Carlos Bueno de Núvol va escriure que «la novel·la explora el silenci i la incomunicació […] i torna a ser un bon exemple de la mirada inclement i alhora tendra de l'escriptora». També va posar èmfasi en el fet que, a part de la parella protagonista, el llenguatge com a tal constitueix un personatge cabdal de l'obra. En relació amb això, Anna Guitart, novament de l'Ara, va afirmar que amb aquesta història «Kang demostra que [el llenguatge] a vegades es revela absolutament inútil» i va lloar-la així: «És un llibre d'una gran bellesa, amb un punt d'esperança reconfortant, tot i que també hi trobem temes recurrents de l'autora, com el silenci, la violència i un intens dolor intern». Fora de l'àmbit de la crítica literària, l'estiu del 2023 el presentador de TV3 Xavier Graset va recomanar la novel·la.

### Premis i nominacions
El 2017, la novel·la va ser nominada al Premi Médicis estranger, un guardó literari francès. L'autora rebria el dit premi més endavant, el 2023, per Els adeus impossibles, ex aequo amb la portuguesa Lídia Jorge.